# Bocheński Zakład Komunikacji

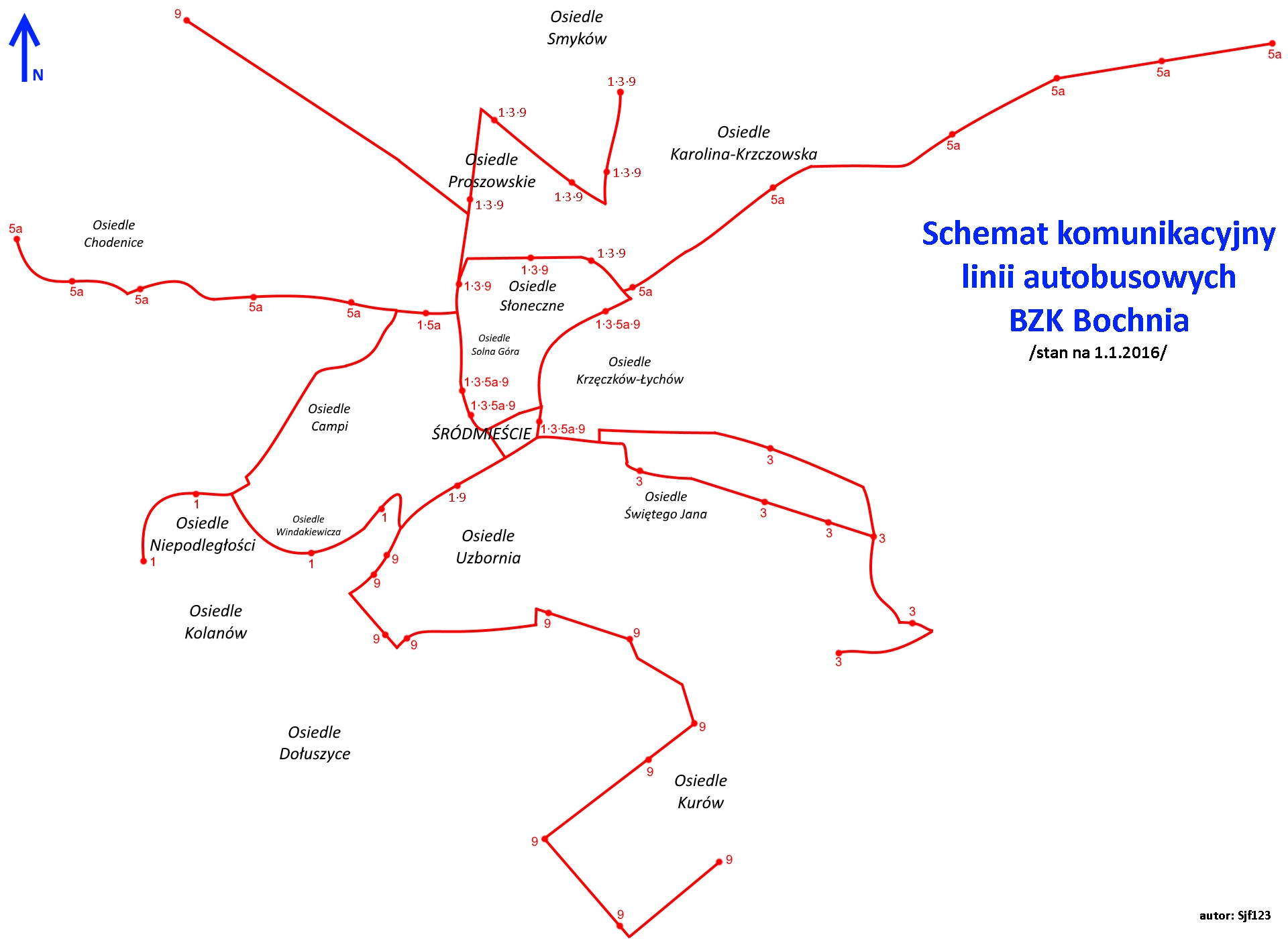
Schemat komunikacyjny linii autobusowych BZK Bochnia

Bocheński Zakład Komunikacji (BZK Bochnia) – publiczny przewoźnik komunikacji miejskiej w Bochni. Obsługuje 6 linii na terenie miasta Bochnia. Jest częścią Bocheńskich Zakładów Usług Komunalnych (BZUK).
Tabor
Tabor autobusowy składa się z pięciu autobusów marki autosan H7 "solina city", dwóch autobusów marki ISUZU CITIBUS, dwóch autobusów ISUZU NOVOCITI LIFE oraz dwóch marki Mercedes Mercus.

## Linie[2]
| Numer taborowy | Typ                                                                          |
| 01             | Autosan H7 "solina city"                                                     |
| 02             | Autosan H7 "solina city"                                                     |
| 03             | Autosan H7 "solina city"                                                     |
| 04             | Autosan H7 "solina city"                                                     |
| 05             | Autosan H7 "solina city"                                                     |
| 06             | ISUZU CITIBUS                                                                |
| 07             | ISUZU CITIBUS                                                                |
| 08             | Mercedes Mercus                                                              |
| 09             | Mercedes Mercus                                                              |
| 10             | Isuzu Novociti Life                                                          |
| 11             | Isuzu Novociti Life                                                          |
| Razem:         | 11                                                                           |
| Linia          | Trasa                                                                        |
| 1              | (Huta) Dworzec PKP - os. Niepodległości                                      |
| 1a             | Plac Pułaskiego - Campi (kopalnia soli)                                      |
| 3              | (Huta) Dworzec PKP - Łychów - Krzyżaki Dworzec PKP - ul. Św. Urbana - Łychów |
| 4              | BSAG - Plac Pułaskiego                                                       |
| 5A             | Chodenice - Bochnia - Krzeczów                                               |
| 9              | Dworzec PKP - Kurów                                                          |